# Aleksandar Stipčević
Aleksandar Stipčević (Zara, 10 ottobre 1930 – Zagabria, 1º settembre 2015) è stato un archeologo, bibliografo, bibliotecario e storico croato di origine albanese, specializzato nello studio di Illirologia.

## Biografia
Nacque nel villaggio di Borgo Erizzo vicino a Zara, oggi in Croazia, all'epoca nel Regno d'Italia, membro della comunità locale degli Arbanasi. È uno di quei discendenti Arbëresh del distretto di Scutari, che trecento anni prima si trasferì nel distretto di Zara.
Dal 1970 al 1973, in qualità di docente senior e collaboratore esterno, insegnò "Introduzione all'Archeologia" presso la Facoltà di Filosofia dell'Università di Pristina. Alla fine del 1971 fu scelto come docente per il corso "Introduzione alla storia dei libri e delle biblioteche" presso il programma di laurea post-laurea in biblioteconomia, documentazione e scienze dell'informazione dell'Università di Zagabria. Nel febbraio 1978 ottenne il titolo di consulente bibliotecario e nello stesso anno la JAZU (Accademia Jugoslava delle Scienze e delle Arti) lo riconobbe come consulente scientifico nel campo delle scienze storiche. Nel novembre 1987, dopo la pubblicazione del secondo volume, si trasferì alla Facoltà di Filosofia dell'Università di Zagabria - Dipartimento di Scienze dell'Informazione: Dipartimento di Biblioteconomia, dove insegnò le materie "Storia dei libri e delle biblioteche", "Bibliografia" e "Sociologia del libro e delle biblioteche". Nel 1978 fu eletto professore associato a tempo parziale presso il nuovo dipartimento di biblioteconomia della Facoltà di Filosofia dell'Università di Zagabria, mentre nel 1987 fu eletto professore ordinario presso la stessa facoltà. Dal 1987 al suo pensionamento nel 1997, continuò ad essere professore ordinario presso l'Università di Zagabria. Inoltre, fu membro dell'Accademia delle scienze e delle arti del Kosovo. Si ritirò nel 1997.
Il suo libro Iliri ("Gli Illiri") del 1974, è stato tradotto in inglese, italiano e albanese. È stato insignito dell'Ordine di Skanderbeg dall'Albania.

## Opere
- Gli Iliri ("Illyrians"; 1966)
- Arte degli Illiri ("The Illyrian Art"; 1963)
- Iliri: povijest, život, kultura (1974)
- Bibliografija antičke arheologije u Jugoslaviji (I–II, 1977)
- Kultni simboli kod Ilira ("The Illyrian Cult Symbols"; 1981)
- Povijest knjige ("The History of Books"; 1985, extended edition in 2006)
- Cenzura u knjižnicama ("Censorship and Libraries"; 1992)
- O savršenom cenzoru (1994)
- Sudbina knjige (2000)
- Socijalna povijest knjige u Hrvata (I–III, 2004–08)
- Tradicijska kultura zadarskih Arbanasa (2011)

Alcuni di loro sono tradotti in altre lingue.
È stato redattore capo del secondo volume del Dizionario biografico croato (1983–1989).